# Pi-pá
A pi-pá (琵琶, pipa) (a hangszer pengetéstechnikájában pi: ’a kezet előretolni’, pá (pa): ’a kezet visszahúzni’) kínai négyhúros pengetős hangszer, rövid nyakú lantféleség. Hagyományosan selyemhúrokkal, újabban gyakran nejlonhúrokkal van felszerelve. 
A pi-pá (pipa) rokona a japán biva, a koreai bipa, a vietnámi đàn tỳ bà. A pi-pához (pipához) hasonló felépítésű, de kisebb, magasabb hangolású kínai hangszer a liu-csin (liuqin).

## Leírása

### Test
A pi-pá (pipa) teste félbevágott körtére hasonlít: tetőlapja sík, háta laposan ívelt formájú, a nyugati lanthoz vagy az arab údhoz képest sokkal kevésbé öblös; nem szelvényekből van összeállítva, hanem egy fadarabból van tálszerűen kifaragva. A fából készült tetőn hangrés nem található. Az egybeépített húrtartó és húrláb a tető alsó részére van ragasztva.

### Nyak, fej
A nyak a test szerves folytatása, formája belesimul a körteforma felső, elvékonyodó részébe. A hangolófej hátrafelé megtörik, majd sarlóalakban visszahajlik, a legvégén díszítő motívum van. A húrok a fej két oldalából kiálló két-két nagyméretű fogantyúval ellátott, oldalsó állású hangolókulcsra tekerednek.

### Érintők
A mai pi-pán (pipán) összesen 30 érintő van, ezek közül 6 a nyakon, 24 a hangszertetőn található. Beosztásuk a 12 fokú kiegyenlített hangolású hangsornak felel meg. A nyak érintői közötti rész erősen ki van mélyítve, oldalnézetben a háromszög formájú bevágások fűrészfogakra vagy lépcsőre emlékeztetnek. A tetőre épített érintők bambuszból készülnek, erősen kiemelkednek. Ezek az európai bundozott hangszerektől eltérő megoldások a leszorított húrok erős megnyújtását teszik lehetővé.

## Használata
A hangszert ülő helyzetben szólaltatják meg. Teste a zenész ölében nyugszik, nyaka felfelé meredek szögben, szinte függőlegesen áll. A bal kéz szorítja le az érintőkhöz a húrokat, a pengetésben a jobb kéz mind az öt ujja részt vesz. Gyakran használnak az ujjakra húzható pengetőket.
Nagy hangereje, kifejezőképessége révén szólóhangszerként is, de sokféle zenei együttesben is használatos. Fontos része a modern kínai zenekarnak, a kínai operának, de egyéb narratív zenei műfajok kísérőhangszerei között is szerepel. 

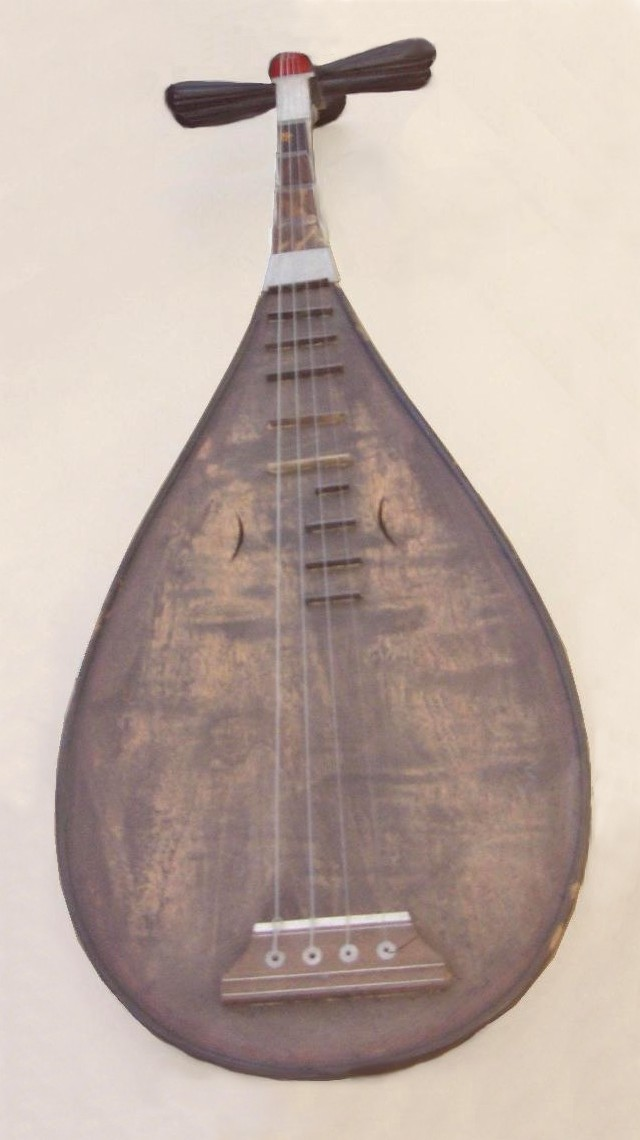
Pi-pá (Pipa) a Csing-dinasztia idejéből

## Története
A pi-pá (pipa) hangszernév írott forrásokban a Kr. e. 3. század végétől kezdve szerepel, de felépítésükben, formájukban a korai instrumentumok még jelentősen eltérhettek a ma e néven ismert hangszertől. A pi-pá (pipa) szó kezdetben sokféle lantszerű húros zeneszerszám gyűjtőfogalma lehetett.
A Tang-dinasztia (618–907) korában, tudósok szerint a perzsa barbat nevű lantféleség hatására kapta meg maihoz hasonló formáját. Ebben az időben még a mostaninál nagyobb teste, hátratört fejrésze, összesen négy érintője volt. Vízszintes helyzetben tartva játszottak rajta, négy-öt húrját pengetővel szólaltatták meg. Ekkor vált Kína-szerte népszerű hangszerré úgy a mindennapokban, mint az emelkedettebb, udvari muzsikálásban.
Az érintők száma a Ming-dinasztia (1368–1644) idején egyre több lett, a tetőlapon elhelyezett bambusz érintők ekkor jelentek meg. Elrendezésük ekkoriban még egyfajta diatonikus hangsornak felelt meg, a nyugaton is szokásos 12 fokú kiegyenlített hangolás szerinti bundozás az 1920-as, 30-as évektől honosodott meg.